# Аэропорт-Домодедово (платформа)
Аэропо́рт-Домоде́дово — остановочный пункт Павелецкого направления Московской железной дороги. Является тупиковым на ответвлении от главного хода Домодедово — Аэропорт-Домодедово. Платформа находится в границах станции Космос, в её парке Аэропорт из четырёх путей.
С 1965 года является транспортным узлом одноимённого аэропорта.
До 2004 года построен навес над платформой и путями. Платформа располагалась на путепроводе над автодорогой.
Единственная железнодорожная платформа из трёх главных аэропортов, до которой ходят обычные электропоезда от Москвы (Павелецкого вокзала) по обычным зонным тарифам. С 2002 года также работает аэроэкспресс. Время экспресса в пути — около 45 мин.

## Описание
На станции 2 тупиковые платформы, которые накрыты навесом от дождя. Западная платформа используется поездами Аэроэкспресса, восточная - поездами ЦППК. В торце платформ находится многоэтажное здание с турникетами, кассами и уборными. Из здания устроен крытый проход в здание аэропорта. Здание полностью открылось для пассажиров летом 2021 года, на верхних этажах находятся гостиничные номера. Станция используется поездами двух операторов, но все указатели выполнены в стиле «Аэроэкспресса».

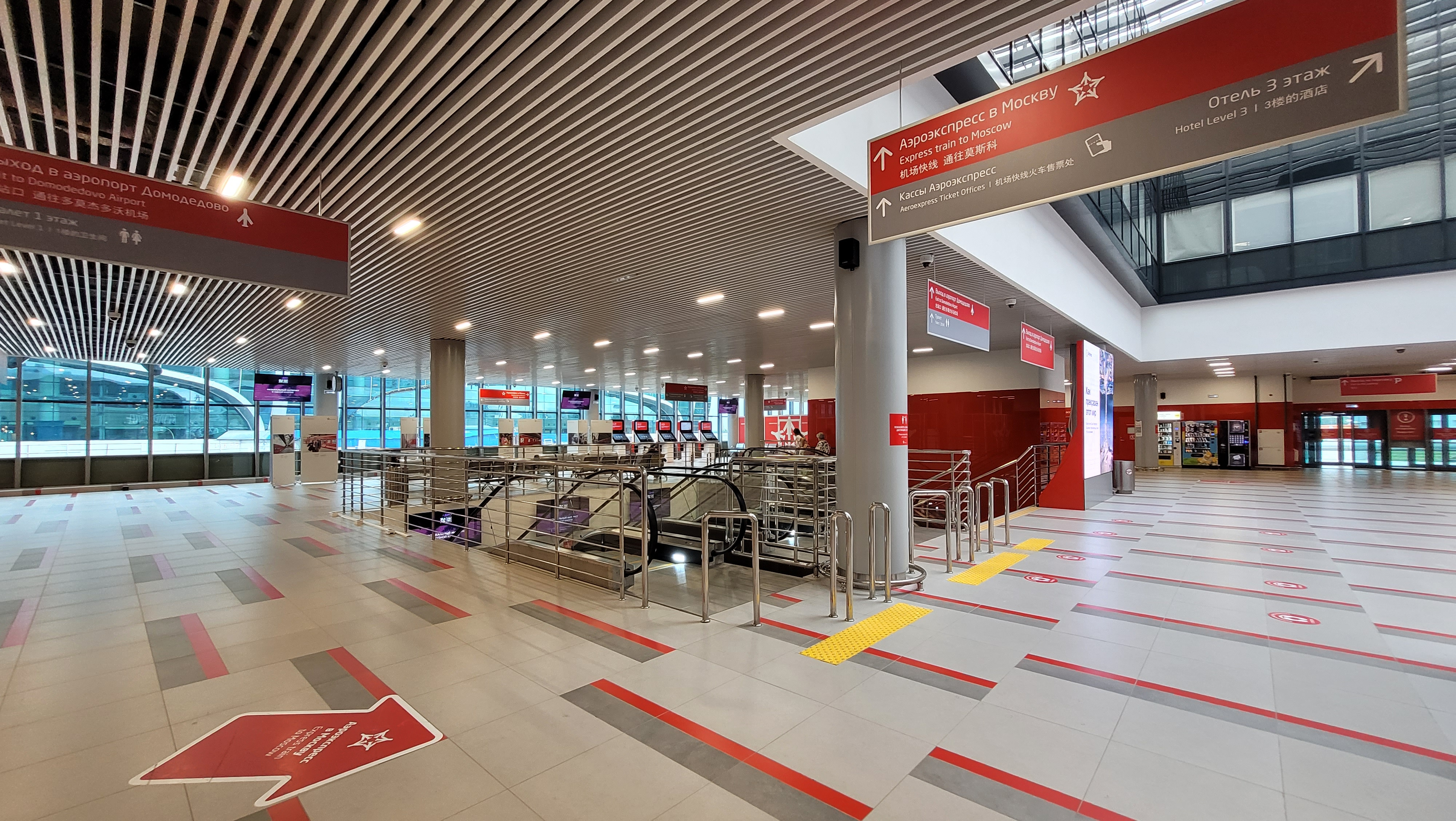
Интерьер здания станции 2021 года

## Платформа до 2021 года
С 1960-х до 2017 года на станции была одна тупиковая платформа с 2 путями.
Между 2015 и 2017 годами рядом построена другая платформа с 2 путями, навесом и турникетным залом, а прежняя - разобрана. Новая платформа находится дальше от здания аэровокзала.
Вход/выход в вокзал ближний к старой, демонтированной платформе с новой платформы не доступен (к нему можно пройти только через вокзал). После закрытия старой платформы, дорога под ней, ведущая от аэровокзальной площади на 4 парковку (расположенную с западной стороны жд платформы) и к ангарам перекрыта. Доступна только пешеходная дорожка.

План платформы во время перестройки 2017 года. Слева находится разобранная платформа.

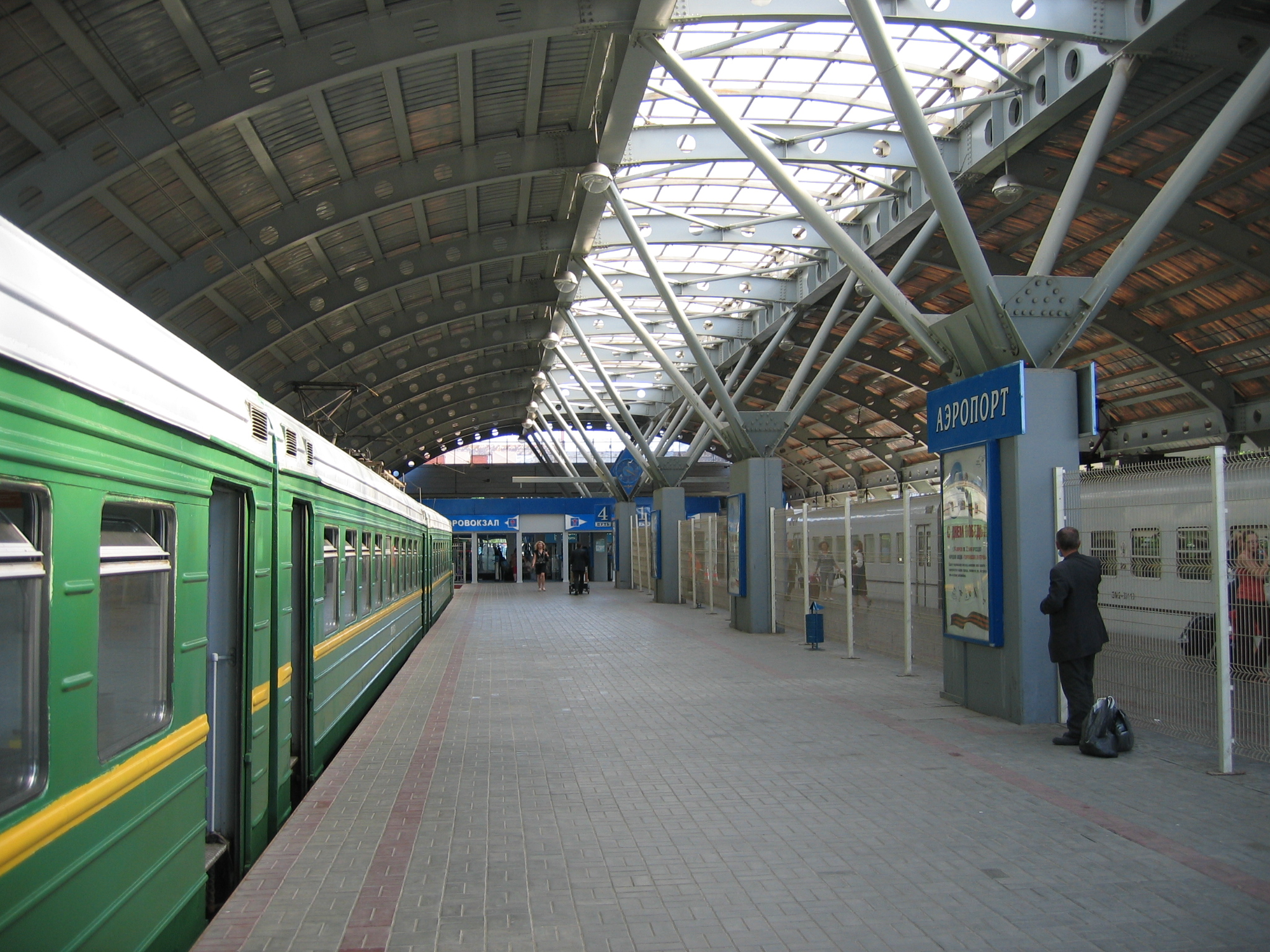
Платформа Аэропорт-Домодедово до переноса в 2017 году
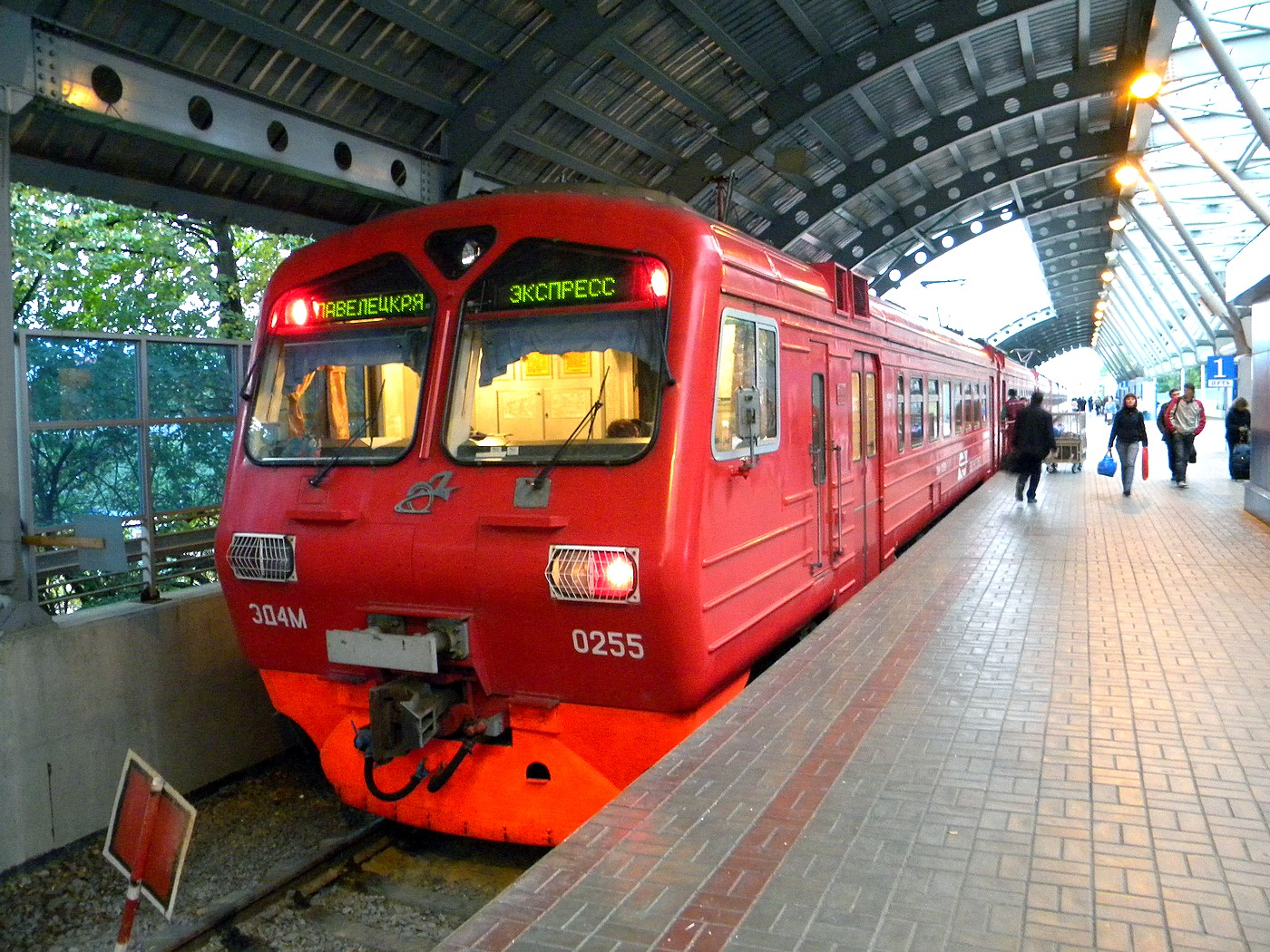
Аэроэкспресс Москва — Аэропорт-Домодедово у платформы
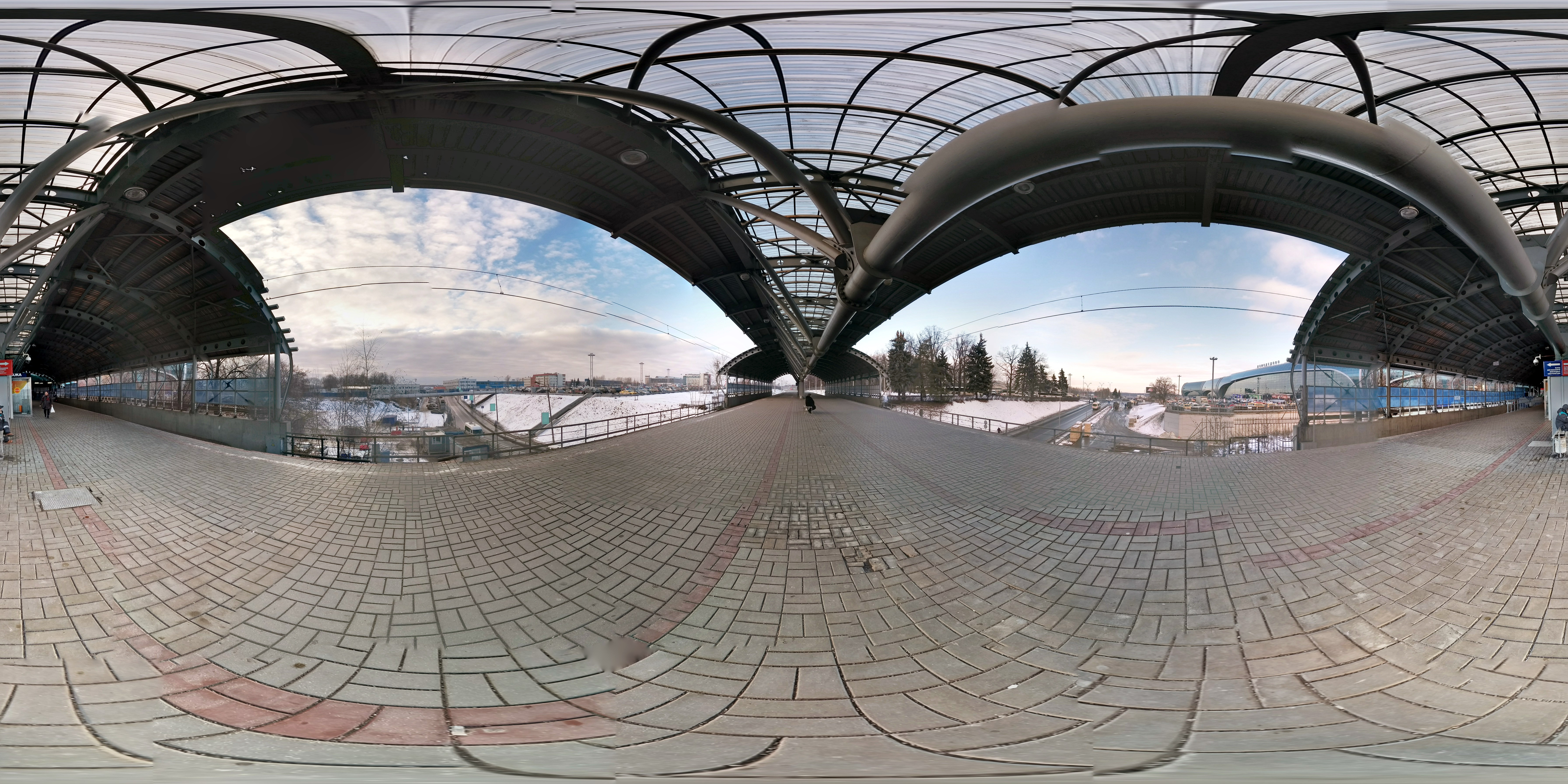
2014-й год
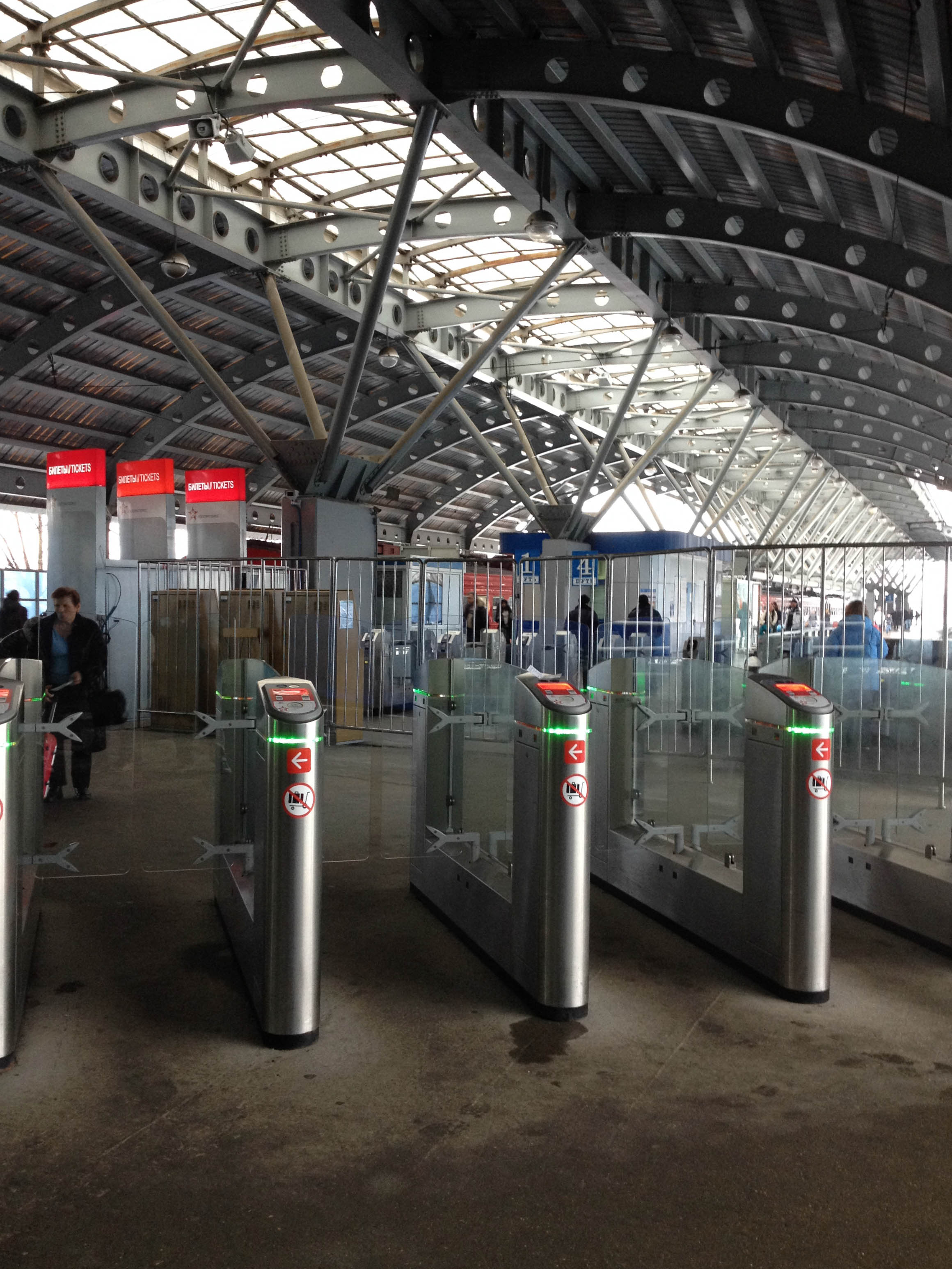
Турникетный зал

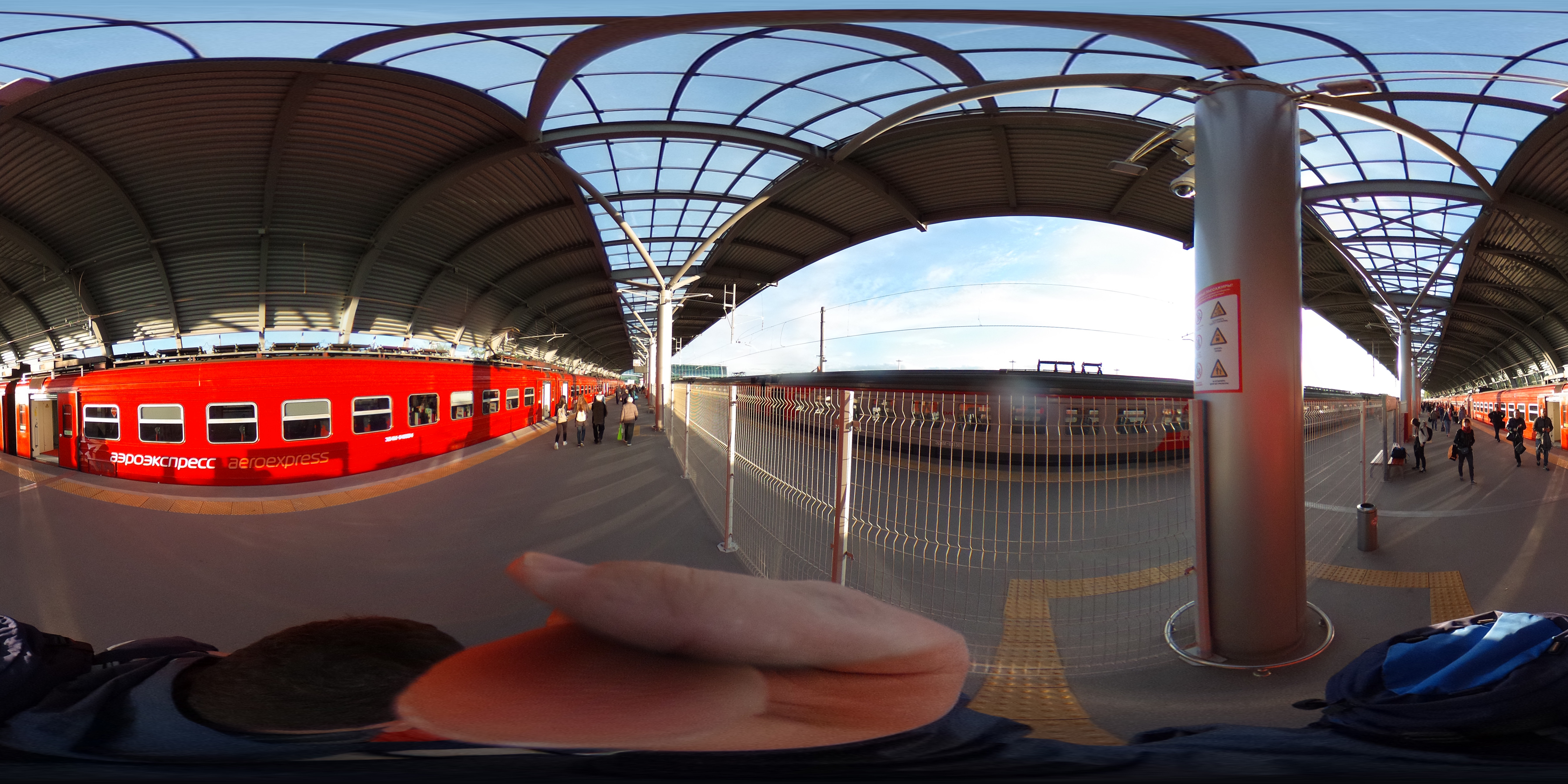
Платформа
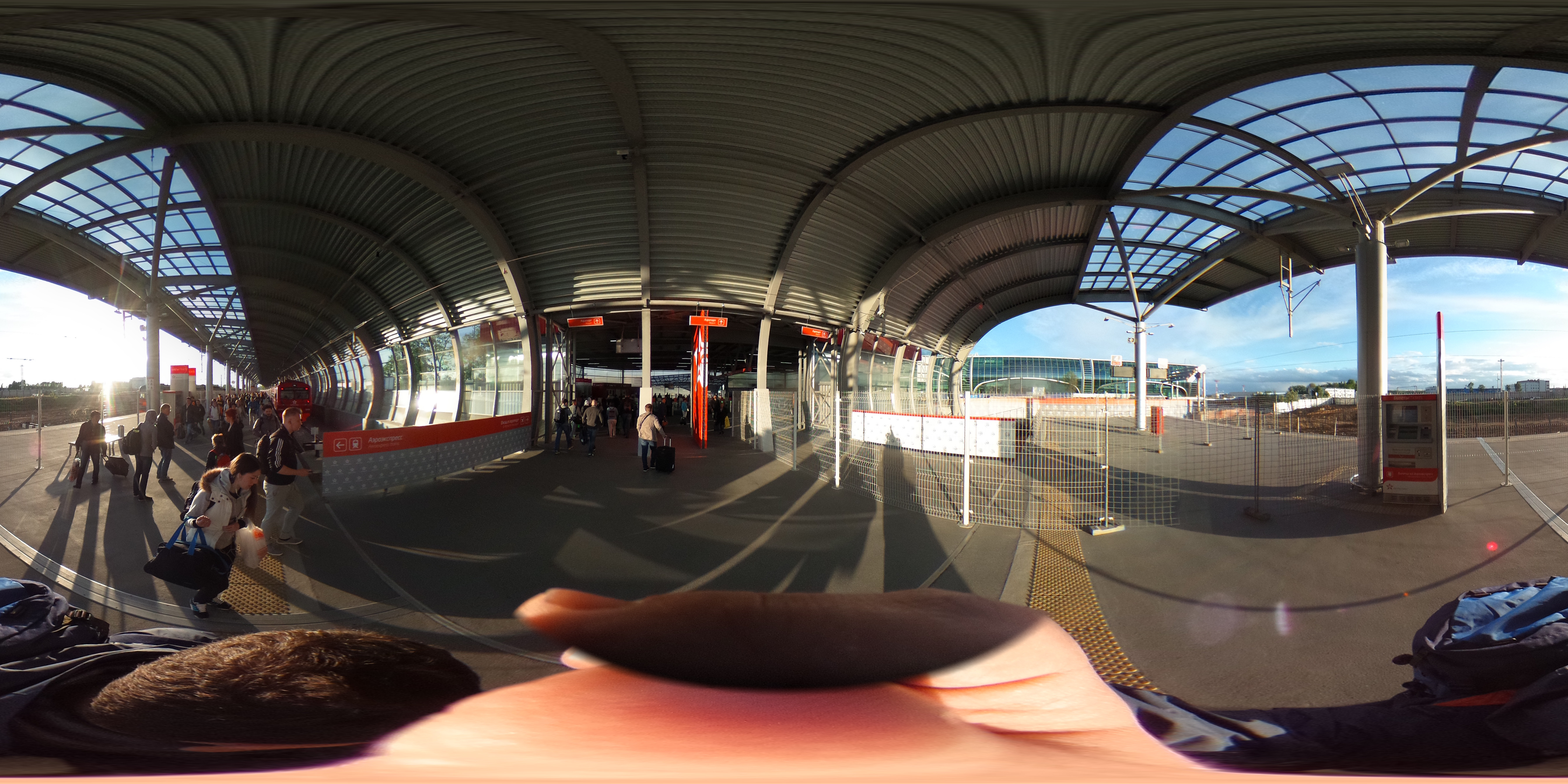
Выход с платформы
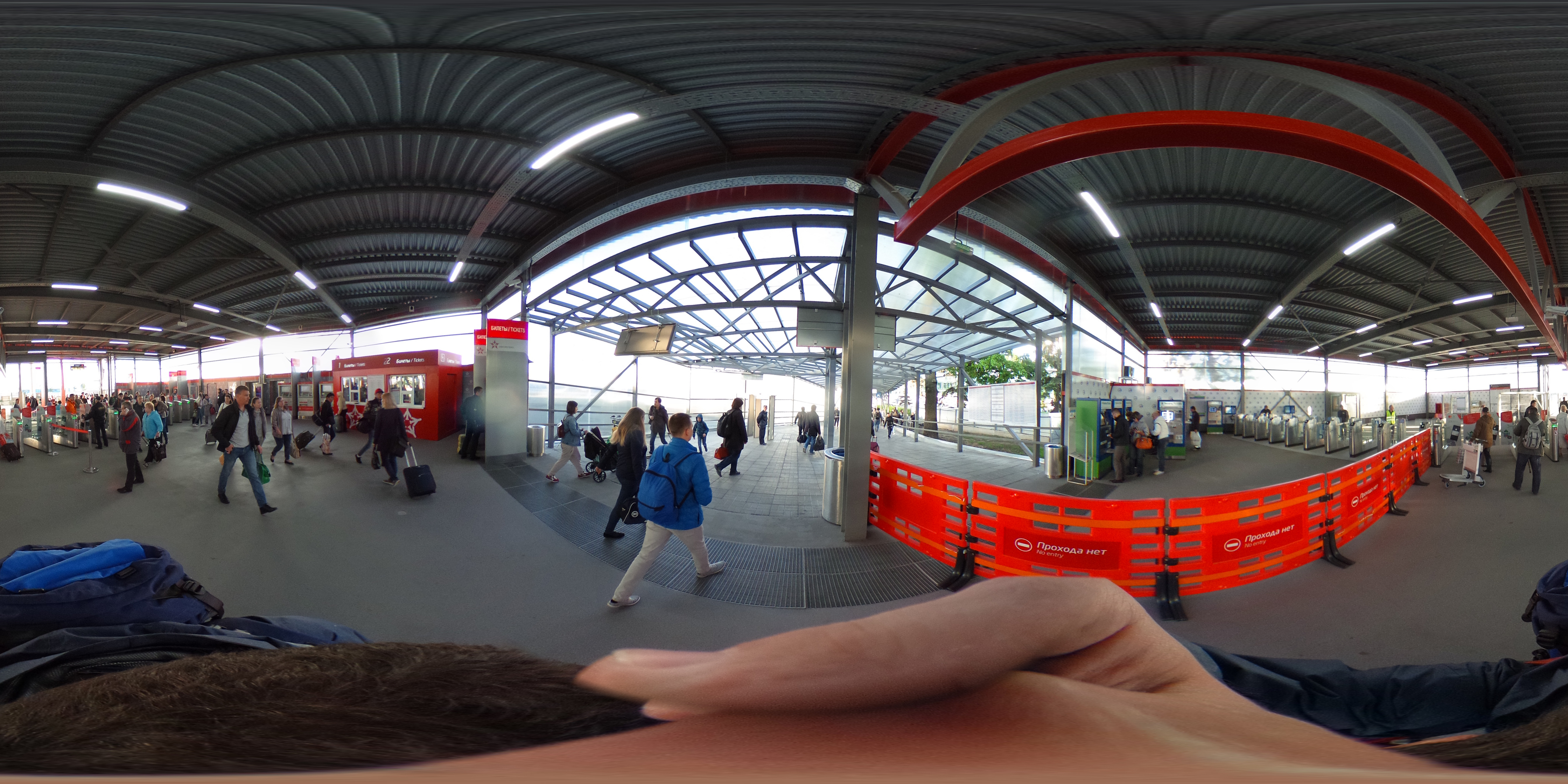
Турникетный зал
Монтаж опор навеса на двух дополнительных путях жд платформы в аэропорт Домодедово (05.09.2017)